# 구로쓰 마사루
구로쓰 마사루(일본어: 黒津 勝, 1982년 8월 20일~)는 일본의 전 축구 선수이다.

## 구단 경력
그는 2001년부터 2017년까지 J리그의 가와사키 프론탈레, 요코하마 FC, 가이나레 돗토리에서 활동하였다.